# Tissu lymphoïde
Le tissu lymphoïde est formé par l'ensemble des organes où résident les lymphocytes et d'autres cellules du système immunitaire.
On différencie deux types d'organes lymphoïdes : primaires et secondaires.

## Organes lymphoïdes primaires
Les organes lymphoïdes primaires (ou organes lymphoïdes centraux) sont les organes de maturation des lymphocytes :
- le thymus qui mature les lymphocytes T ;
- la moelle osseuse chez les mammifères ou bourse de Fabricius chez les oiseaux où se développent les lymphocytes B.

## Organes lymphoïdes secondaires

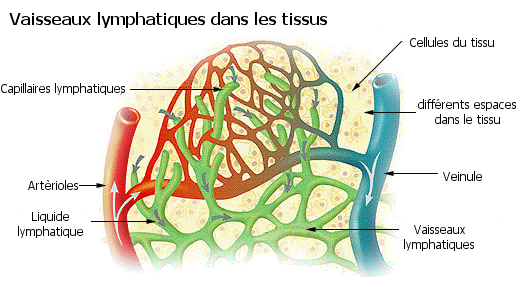

Les organes lymphoïdes secondaires (ou organes lymphoïdes périphériques) sont les lieux de passage, d'accumulation, et de rencontre des antigènes et des cellules de l'immunité :
- les ganglions lymphatiques ;
- la pulpe blanche de la rate ;
- les tissus lymphoïdes associés aux muqueuses (MALT) dont :
  - GALT (Gut-associated lymphoid tissue) formations lymphoïdes digestives (plaques de Peyer),
  - BALT (bronchus-associated lymphoid tissue) formations lymphoïdes respiratoires,
  - et d'autres formations lymphoïdes tissulaires.

Plus précisément, les organes lymphoïdes secondaires sont des lieux de drainage de la lymphe. En effet, lorsque le sang passe dans un capillaire, au début du capillaire celui-ci donne au tissu une partie du liquide plasmatique, tandis qu'à la fin, quasiment la même quantité de liquide est récupérée par le capillaire, du tissu; la quantité de liquide non récupérée est drainée par les vaisseaux lymphatiques qui vont aboucher sur les organes lymphoïdes secondaires, puis ce liquide va revenir vers la circulation veineuse, exactement dans la veine sous-clavière gauche par le canal thoracique, ou par une autre partie dans la veine sous-clavière droite par le canal lymphatique droit.
La fonction des organes lymphoïdes secondaires est d'activer la réponse immunitaire par ce moyen : des antigènes se situant dans le tissu afférent à l'organe lymphoïde périphérique vont migrer dans ce tissu vers cet organe lymphoïde secondaire, soit par le biais du flux de liquide interstitiel, soit à l'intérieur d'une cellule présentatrice d'antigène, ainsi dans le ganglion, la rate ou le MALT en question, les lymphocytes B et T spécifiques de cet antigène pourront être activés et jouer leur rôle soit en diffusant des anticorps dans le liquide extracellulaire, soit en retournant sur le lieu originel de l'antigène et en effectuant une réponse à médiation cellulaire contre les agents contenant l'antigène.